# Maple Park
Maple Park é uma vila localizada no estado americano de Illinois, no Condado de DeKalb e Condado de Kane.

## Demografia
Segundo o censo americano de 2000, a sua população era de 765 habitantes.
Em 2006, foi estimada uma população de 1219, um aumento de 454 (59.3%).

## Geografia
De acordo com o United States Census Bureau tem uma área de
1,5 km², dos quais 1,5 km² cobertos por terra e 0,0 km² cobertos por água. Maple Park localiza-se a aproximadamente 256 m acima do nível do mar.

## Localidades na vizinhança
O diagrama seguinte representa as localidades num raio de 12 km ao redor de Maple Park.